# Sophie de Turckheim
Sophie de Turckheim est une athlète de l'équipe de France de voile olympique, elle commence la voile en Martinique à l'âge de 7 ans, et y gagnera la première semaine internationale de Schœlcher. Plusieurs fois championne de France Jeune en Laser Radial, elle gagnera les internationaux de France en 1997, puis le championnat du monde junior en Laser Radial en 1999 en Finlande. Après 2 saisons sur Europe, elle reviendra à son premier support en 2004 sur lequel elle naviguera au sein de l'équipe de France jusqu'en 2012. Sophie y remportera de nombreux titres sur le circuit international élite dont plusieurs semaines olympiques (Hyères, Medemblick, Kiel...) et les Jeux Méditerranéens. Depuis fin 2012, elle relève un nouveau défi avec Franck Cammas en catamaran olympique Nacra 17. Ils gagnent la semaine olympique française 2013 à La Rochelle, devenant champions de France élite. Parallèlement depuis 2013, elle participe au circuit  Extrême Sailing Séries sur Groupama, ce circuit professionnel recrute parmi les meilleurs régatiers au monde. Les multicoques de 40 pieds très spectaculaires, régatent sur des plans d'eau semi-urbains « en public » aux 4 coins de la planète.

## Palmarès

### Jeux olympiques
- Suppléante pour les Jeux olympiques de 2008 à Pékin et de 2012 à Londres en Laser Radial.

### Championnats du monde
- Vice-championne du monde de Laser Radial en 2005, 2006,  et 2009 au Japon
- Championne du monde de Laser Radial jeune en 1999 en Finlande.
- Championne du monde ISAF de Laser Radial à Marseille en 2002

### Championnats d'Europe
- Vice-championne d'Europe de Laser Radial en 2008